# Wilhelm Enke
Wilhelm Enke (* 1. Februar 1912 in Creuzburg; † 20. Februar 1980 in Ost-Berlin) war ein deutscher Oberst im Ministerium für Staatssicherheit (MfS) der Deutschen Demokratischen Republik (DDR). Er war von 1950 bis 1954 Leiter der Abteilung VII, zuständig „für die Absicherung“ des Ministeriums des Innern und der Volkspolizei und dann bis 1970 stellvertretender Leiter der Hauptabteilung Personenschutz.

## Leben
Enke war der Sohn eines Steinsetzers, der bereits 1914 nach Beginn des Ersten Weltkrieges infolge schwerer Kriegsverletzungen starb. Nach der Volksschule erlernte er den Beruf des Dekorationsmalers und war an einer Kunst- und Gewerbeschule in Eisenach. Bereits in jungen Jahren gehörte er dem Jung-Spartakus-Bund und danach dem Kommunistischen Jugendverband Deutschlands (KJVD) an. Ab 1929 gehörte er dem Roter Frontkämpferbund (RFB) an und leitete dessen Jugendorganisation in Eisenach. 1931 trat er in die Kommunistische Partei Deutschlands (KPD) ein. Des Weiteren war er für den M-Apparat tätig. Enke war nicht nur an Mal- und Klebeaktionen beteiligt, sondern auch an Aktionen des Landfriedensbruchs und zur Waffenbeschaffung. Er wurde mehrfach verhaftet und angeklagt, wobei es aber aus Beweismangel nicht zu Gerichtsverfahren kam.
Unmittelbar nach der Machtübernahme der Nationalsozialisten im Januar 1933 wurde Enke ohne Urteil in sogenannte Schutzhaft genommen und bis Anfang 1934 festgehalten. Noch im Frühjahr desselben Jahres wurde er wegen „Vorbereitung zum Hochverrat“, Vergehen gegen das Sprengstoffgesetz und schweren Diebstahls verurteilt. Bis 1938 saß er im Zuchthaus Untermaßfeld und wurde direkt nach der Haftverbüßung am 2. Februar 1938 in das KZ Buchenwald überstellt, wo er zeitweise dem Malerkommando angehörte und mit dem Lagerwiderstand in Kontakt stand. Aus Buchenwald wurde er im Februar 1942 in das KZ Majdanek verlegt, wo er als Maler und Vorarbeiter arbeiten musste und sich eigenen Angaben zufolge auch im antifaschistischen Lagerwiderstand engagierte. Kurz vor der Befreiung des Lagers am 22. Juli 1944 wurde er in das KZ Auschwitz verbracht, wo er die Häftlingsnummer 190.212 erhielt.
Er wurde im November 1944 zwangsweise Soldat und „zur Frontbewährung“ in die Strafeinheit Dirlewanger rekrutiert. Bei der ersten Gelegenheit lief er Ende April 1945 zur Roten Armee über. In sowjetischer Kriegsgefangenschaft besuchte er eine Antifa-Schule und wurde 1948 entlassen.
Enke kehrte nach Thüringen zurück und wurde Mitarbeiter der Deutschen Volkspolizei (DVP). Er wechselte 1949 zur Verwaltung zum Schutz der Volkswirtschaft Thüringen, aus der im Februar 1950 die Länderverwaltung Thüringen des MfS wurde. Im Juli 1950 wurde er im Rang eines Kommandeurs (Oberstleutnant) Leiter der Abteilung VII, zuständig „für die Absicherung“ des Ministeriums des Innern und der Volkspolizei, in Ost-Berlin (Nachfolger des VP-Oberrats Rudolf Smolka). Enke wurde 1954 von Oberst Gustav Szinda abgelöst und wechselte als stellvertretender Leiter in die Hauptabteilung Personenschutz, wo er 1960 zum Oberst befördert wurde. Von 1960 bis 1965 absolvierte Enke ein Fernstudium an der Hochschule des Ministeriums für Staatssicherheit in Potsdam-Eiche und wurde Diplom-Jurist. 1970 ging er in Rente.
Enke lebte zuletzt in Berlin-Lichtenberg. Er starb unerwartet im Alter von 68 Jahren und wurde auf dem Zentralfriedhof Berlin-Friedrichsfelde beigesetzt.

## Auszeichnungen und Ehrungen
- 1956 Vaterländischer Verdienstorden in Bronze, 1962 in Silber und 1972 in Gold
- 1958 Medaille für Kämpfer gegen den Faschismus 1933 bis 1945
- Orden des Roten Sterns der UdSSR
- 1984 erhielt die Kaufmännische Berufsschule in Eisenach den Namen „Wilhelm Enke“.[4]
- Der Ausbildungsbasis der Hauptabteilung Personenschutz in Kallinchen wurde der Name „Wilhelm Enke“ verliehen.[5]